# Ferret (satelita)
Ferret – seria 16 satelitów wywiadowczych (wywiadu elektronicznego, ELINT) amerykańskich sił powietrznych. Wysyłano je w latach 1962–1971.
Miały za zadanie wychwytywać sygnały z sowieckich baz radarowych, podsłuchiwać komunikację głosową, oraz przechwytywać sygnały telemetrii rakiet i satelitów.
Z powodu zachowanej do teraz tajności satelitów, plan ich budowy miał wiele innych enigmatycznych nazw: Program 102, Program 770, 698BK (oznaczenie producenta).
Statki miały masę od 1000 do 1500 kg.
Do serii należały (podano daty startów):
- Ferret 1 – FTV 2301 – 21 lutego 1962
- Ferret 2 – FTV 2312 – 18 czerwca 1962
- Ferret 3 – OPS 0180 – 16 stycznia 1963
- Ferret 4 – OPS 1440 – 29 czerwca 1963
- Ferret 5 – OPS 3722 – 21 grudnia 1963
- Ferret 6 – OPS 3395 – 2 lipca 1964
- Ferret 7 – OPS 3062 – 4 listopada 1964
- Ferret 8 – OPS 8411 – 17 lipca 1965
- Ferret 9 – OPS 1439 – 9 lutego 1966
- Ferret 10 – OPS 1584 – 29 grudnia 1965
- Ferret 11 – OPS 1879 – 25 lipca 1967
- Ferret 12 – OPS 1965 – 17 stycznia 1968
- Ferret 13 – OPS 0964 – 5 października 1968
- Ferret 14 – OPS 8285 – 31 lipca 1969
- Ferret 15 – OPS 8329 – 26 sierpnia 1970
- Ferret 16 – OPS 8373 – 16 lipca 1971